# Aziatische productiewijze
De Aziatische of Oosterse productiewijze is een van de productiewijzen die Karl Marx opwierp.
Volgens Marx wordt de structuur van de samenleving bepaald door de wijze waarop kapitaal en arbeid georganiseerd zijn in een productiewijze. Marx onderscheidde aanvankelijk vijf productiewijzen die hij als universeel beschouwde: primitief communisme, slavernij, feodaliteit, industrieel kapitalisme en industrieel communisme. Hij poneerde deze reeks als een universele evolutie waarbij het industrieel communisme de laatste fase was. In Azië merkte hij echter een productiewijze op waarin hij geen vooruitgang zag, daarom voegde voegde hij een zesde variant toe: de Aziatische productiewijze. Deze heeft de volgende kenmerken:
- Geen particulier eigendom, alle land is in gemeen gebruik (vergelijk de meent).
- Het land wordt beheerd door het dorp en is in bezit van een despoot met seculiere en religieuze macht.
- De despoot vraagt een deel van de productie en corveediensten.
- Het dorp is autonoom, er is geen sociale stratificatie en geen klassenbewustzijn. Daardoor kan er geen verandering komen en is de maatschappij statisch geworden.

Het model is nooit verder uitgewerkt, maar heeft wel invloed gehad op andere denkers. Zo baseerde Karl Wittfogel zich met zijn oriental despotism op dit model en legde irrigatie als basis voor de Aziatische productiewijze, zie zijn these van de hydraulische samenleving. Tegenwoordig blijkt uit archeologische en historische bronnen dat Marx' model niet opgaat.